# Ciudad de Darebin
La ciudad de Darebin es un área del gobierno local en Victoria, Australia, en los suburbios del norte de Melbourne. Tiene una superficie de 54 kilómetros cuadrados (20,8 mi²) y en junio de 2018 tenía una población de 161609. Las oficinas municipales están ubicadas en 350 High Street, Preston.
Darebin obtuvo el puesto 386 de las 590 áreas de gobierno local de Australia en el índice de calidad de vida de BankWest 2008.
El Ayuntamiento de Darebin es internacionalmente conocido porque fue la primera jurisdicción del mundo en declarar una emergencia climática en 2016.

## Historia
La ciudad de Darebin se formó en 1994 con la fusión de la mayoría de las antiguas ciudades de Northcote y Preston, con la transferencia de la parte de la ciudad de Northcote de Heidelberg Road a la ciudad de Yarra y ajustes menores con las antiguas ciudades de Coburg., Heidelberg y la Comarca de Diamond Valley.